# Synagoge (Úsobí)
Koordinaten: 49° 30′ 47,1″ N, 15° 29′ 59,3″ O

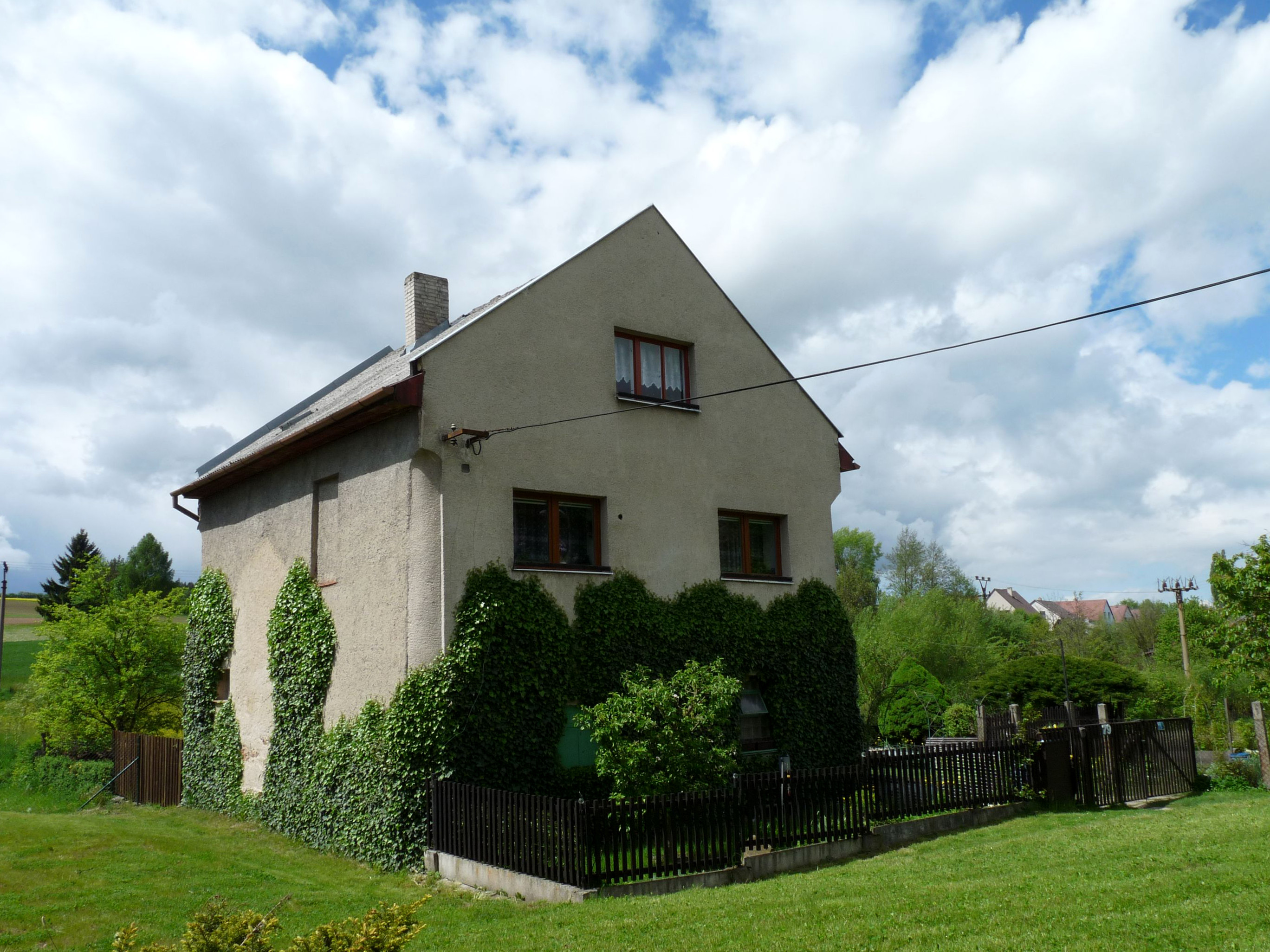
Synagoge in Úsobí

Die Synagoge in Úsobí (deutsch Pollerskirchen), einer Minderstadt im tschechischen Okres Havlíčkův Brod der Region Kraj Vysočina, wurde profaniert.
Die Synagoge wurde in der zweiten Hälfte des 17. Jahrhunderts gebaut. Sie war bis in die 1920er Jahre aktiv und wurde danach sowie circa 1970 umgebaut. Sie ist heute ein Wohnhaus.